# إدوارد روبرت دروري
إدوارد روبرت دروري (بالإنجليزية: Edward Robert Drury) هو مصرفي أسترالي، ولد في 1832، وتوفي في 1896.